# Комарово (Пожарский сельсовет)
Комарово — деревня в Бабаевском районе Вологодской области.
Входит в состав Пожарского сельского поселения, с точки зрения административно-территориального деления — в Пожарский сельсовет.
Расстояние по автодороге до районного центра Бабаево составляет 76 км, до центра муниципального образования деревни Пожара — 6 км. Ближайшие населённые пункты — Ананино, Терьково, Чуниково.
Население по данным переписи 2002 года — 10 человек.